# 謝家橋戰鬥
謝家橋戰鬥發生於1937年11月15日－19日，地點則是在中國江蘇常熟一帶。是抗日戰爭主要戰鬥之一，交戰一方為守軍之國民革命軍，另一方則為日軍。戰鬥末了，擁有重裝備的日軍仍未攻佔該據點。